# Langhagen
Langhagen è una frazione del comune di Lalendorf nel Meclemburgo-Pomerania Anteriore, in Germania. Il comune di Lalendorf fa parte della comunità amministrativa (Amt) di Krakow am See.
Giaà comune autonomo, a partire dal 25 maggio 2014 è stato accorpato alla vicina località di Lalendorf.